# El Cep i la Nansa edicions
El Cep i la Nansa edicions és una editorial fundada l'any 1979 a Vilanova i la Geltrú per, entre d'altres, en Francesc de Paula Mestres. Tot i haver començat amb un compromís de publicació en l'àmbit local, amb el pas del temps, s'ha convertit en un dels referents més importants del país per la qualitat i els continguts de les seves edicions.
En els seus orígens, va publicar llibres específicament lligats a la cultura popular del Garraf però posteriorment ha passat a publicar obres de divulgació del folklore de tot Catalunya. Són particularment conegudes les seves guies i reculls de gegants, capgrossos i figures de festa que inclouen propostes engrescadores per a canalla, famílies i escoles.
També destaca per la publicació d’àlbums il·lustrats en llengua catalana. Hi col·laboren diversos autors amb projecció internacional com ara l’Anna Llenas, en Joan Turu, en Sebastià Serra, la Mercè Galí.
El 2010, l'Associació de Pares de Nens Sords de Catalunya, APANSCE, atorgà a l'editorial El Cep i la Nansa edicions el premi APANSCE 2010 per la col·lecció Ginjoler. Uns llibres de qualitat adaptats a la llengua de signes catalana i acompanyats de recursos audiovisuals, que s'han convertit en una eina imprescindible per a l'alfabetització i el foment de la lectura de la infància sorda.
En els darrers anys ha despuntat per la publicació dels contes de la periodista i assessora de criança conscient Míriam Tirado i de l’il·lustrador professional  Joan Turu. Són històries dedicades precisament a la criança respectuosa que tracten temes com el deslletament, la gestió de les rebequeries, l’hora d’anar a dormir, l’arribada d’un nou germà o germana i la gestió de l’ús de les pantalles. En aquest marc, l’any 2018, va sortir publicat Tinc un volcà, una història que se centra en la gestió de la ràbia a través de la respiració. El 2023 es va publicar Tinc un volcà i no vull respirar un conte que agafa el relleu del títol anterior i que ofereix encara més opcions per a la gestió de la ràbia.
Els tres eixos principals que caracteritzen l’editorial són la independència (no depèn de cap gran grup editorial), la proximitat (s'acompanya als autors d’una manera propera i atenta) i la qualitat (es creen projectes d’alta qualitat que busquen esdevenir títols de referència).
L’any 2010 neix Carambuco Ediciones amb la publicació en castellà d’alguns títols de la col·lecció Ginjoler aquesta vegada adaptada a la Lengua de Signos Española (LSE). Actualment, el segell continua publicant un catàleg de literatura infantil, juvenil i per a adults en castellà.
Prometeu Edicions, també forma part de El Cep i la Nansa. És un dels segells més nous de l’editorial i es dedica a les traduccions de diversos idiomes cap al català d’obres d’autors tant reconeguts com Tennessee Williams, Dario Fo, Paulo Leminski, Joe Orton, Hilda Hist.
Edita.cat és una plataforma dedicada a la publicació de projectes editorials de forma senzilla i col·lectiva, per a posar en contacte els escriptors amb els seus futurs lectors, amb el suport constant de l’editorial El Cep i la Nansa. Amb aquesta plataforma es vol donar veu a obres que destaquen de la resta en contingut i qualitat i fer-les arribar a un públic que té interès específic en el tema que tracta el llibre en concret. Els projectes Edita estan basats en experiències reals, tenen un component de testimoni molt important i són possibles gràcies al micromecenatge.
Alguns llibres de l’editorial El Cep i la Nansa com Els homes plorem de Joan Turu o Seràs el que vulguis ser de Sandra Alonso han estat traduïts a diversos idiomes com el portuguès, el romanès o el grec. Els contes de Carambuco, en castellà, també han arribat a través de diverses distribuïdores a l'Argentina, Xile, Colòmbia, Costa Rica, Mèxic, Perú, Puerto Rico, Uruguai.